# Horodyszcze (stacja kolejowa na Ukrainie)
Horodyszcze (ukr: Станція Городище) – stacja kolejowa w miejscowości Horodyszcze, w obwodzie czerkaskim, na Ukrainie. Jest częścią Kolei Odeskiej. Znajduje się na linii Jachny – Cwitkowe.

## Linie kolejowe
- Jachny – Cwitkowe